# 三都赋
三都赋，有两种说法：流传较广的是《赵都赋》、《洛都赋》、《许都赋》，作者刘劭，字孔才，著有《赵都赋》、《洛都赋》、《许都赋》等，著作多已亡佚，目前仅见《人物志》、《赵都赋》、《上都官考课疏》（收入于《全三国文》中）。
另外一种《三都賦》由西晉左思所撰寫，分别是《魏都賦》、《蜀都賦》、《吳都賦》，是魏晉賦中獨有的長篇，寫的是魏、蜀、吳三國的國都。這篇賦實際上不只是寫三個都城，而是寫魏、蜀、吳三個國家的概況。
左思早年曾写成《齐都赋》，全文早佚，佚文散见《水经注》及《太平御览》。一年後，又欲賦三都。在写作《三都赋》过程中，左思曾向张载请教岷邛之事，“门庭藩溷皆著纸笔，遇得一句，即便疏之”，前後寫了十年。但由于当时左思尚未出名，起初以陆机为首的一些文人对他的作品嗤之以鼻。幸得当时较有名气作家张华、皇甫谧等人支持，皇甫谧看过《三都赋》以后，予以高度评价，为这篇文章写了序言，并请著作郎張載为魏都赋作注，朱中书郎刘逵为蜀都赋和吴都赋做注。「洛陽紙貴」這個成語就是因為當時人們競相抄寫三都賦的內容，而造成紙張供不應求，紙價上漲的情形。白居易在《和酬郑侍御东阳春闷见寄》中評價曰：“一缄疏入掩谷永，三都赋成排左思。”陆机原本打算写《三都赋》，因为左思已经写了，就放棄這個念頭。
今人傅璇琮考证，《三都赋》成于太康元年（280年）灭吴之前。姜亮夫认为《三都赋》作于291年。

## 評價
- 王鸣盛说：“左思于西晋初吴、蜀始平之后，作《三都赋》，抑吴都、蜀都而申魏都，以晋承魏统耳”[7]。《文选·三都赋》李善注引臧荣绪《晋书》一段文字，云：“思作赋时，吴、蜀已平，见前贤之是非，故作斯赋，以辨众惑。”
- 《三都赋》不免有疏漏之处。余嘉锡认为：“左思规仿班、张而赋《三都》……盖其作《蜀都赋》时，只知攀孟坚‘西都宾问于东都主人’之语，而不知彼两都此三都也。”[8]
- 有人[谁？]认为，《三都赋》是一个被炒作的作品，利用当时的名人题注，做成光环效应以推广作品。[9]
- 有人[谁？]从“洛阳纸贵”想到了产品的供需关系[10]。而此事也常作來說明古代的著作財產權概念。